# 강혁민
강혁민(4월 10일~)은 대한민국의 방송인이자, 모델, 유튜버, 틱톡커이다.

## 방송
- 얼짱시대 4 (2011)
- 얼짱시대 5 (2011)
- 얼짱시대 6 (2011)
- 얼짱TV (2012)
- 얼짱시대 요즘뭐해? (2020)

## 저서
- 괜찮아 손잡아 줄게 (2017)